# マーティン・ヒデン
マーティン・ヒデン（Martin Hiden、1973年3月11日 - ）はオーストリア出身の元同国代表サッカー選手、サッカー指導者。現役時代のポジションはディフェンダー。

## 経歴
SKシュトゥルム・グラーツ、SVアウストリア･ザルツブルク、SKラピード・ウィーン、FKアウストリア・ウィーンなど主にオーストリア・ブンデスリーガに属するクラブでプレー。数多くのリーグ戦やカップ戦での優勝を経験する。
1998年から2000年までは2シーズンに渡り当時イングランド・プレミアリーグに属していたリーズ・ユナイテッドFCでプレー。1999－2000年シーズンには主力選手として同クラブのUEFAカップ本大会での準決勝進出の原動力となる。また2005年にはUEFAチャンピオンズリーグ本大会出場をSKラピード・ウィーンの一員として果たしている。
オーストリアA代表選手としてはFIFAワールドカップフランス大会1998にも出場、2007年9月7日の日本A代表戦で初めてオーストリア代表チームのキャプテンマークを巻いた。

## 代表歴

### 出場大会
- オーストリア代表
  - 1998 FIFAワールドカップ

### 試合数
- 国際Aマッチ 50試合 1得点（1998年-2008年）[1]

| オーストリア代表 | 国際Aマッチ | 国際Aマッチ |
| 年               | 出場        | 得点        |
| ---------------- | ----------- | ----------- |
| 1998             | 7           | 1           |
| 1999             | 0           | 0           |
| 2000             | 3           | 0           |
| 2001             | 7           | 0           |
| 2002             | 5           | 0           |
| 2003             | 3           | 0           |
| 2004             | 7           | 0           |
| 2005             | 0           | 0           |
| 2006             | 5           | 0           |
| 2007             | 11          | 0           |
| 2008             | 2           | 0           |
| 通算             | 50          | 1           |

## 獲得タイトル
- オーストリア・ブンデスリーガ優勝3回　（1995,2003,2005）
- オーストリア・カップ優勝2回　（1997,2003）
- オーストリア・スーパーカップ優勝2回　（1994,1995）